# Frederick Courtney Tarr
Frederick Courtney Tarr (* 6. Mai 1896 in Baltimore; † 31. August 1939 in Princeton) war ein US-amerikanischer Romanist und Hispanist.

## Leben und Werk
Tarr studierte an der Johns Hopkins University. Er promovierte 1921 an der Princeton University bei Charles Carroll Marden mit der Arbeit Prepositional complementary clauses in Spanish with special reference to the works of Pérez Galdós (Revue Hispanique 56, New York 1922). Tarr war in Princeton Assistant Professor (1922), Associate Professor (1928) und (als Nachfolger seines Lehrers) Inhaber des Emery L. Ford Chair of Spanish (1937).

## Weitere Werke
- (mit Charles Carroll Marden) A first Spanish grammar, Boston 1926
- (mit Augusto Centeno) A graded Spanish review grammar with composition, New York 1933, 1937, 1945, 1961; (und mit Paul M. Lloyd) 1973
- (mit Augusto Centeno) Shorter Spanish review grammar and composition, New York 1937; (und mit Paul M. Lloyd) 1973, Englewood Cliffs 1991